# Mirabilis (компания)
Mirabílis — ранее существовавшая израильская компания, получившая мировую известность благодаря созданию ею популярного в своё время, но завершившего свою работу 26 июня 2024 года интернет-пейджера ICQ.

## История
Mirabilis была основана в июле 1996 года Ариком Варди, Яиром Голдфингером, Сефи Вигисером и Амноном Амиром.
Голдфингер, Визигер, Варди и Амир познакомились во время работы в Тель-авивской софтверной компании Zapa Digital Arts, которая специализировалась на инструментах трехмерной графики для Интернета. В 1996 году они покинули Zapa и начали вынашивать идеи для новых интернет-инноваций. Они создали ICQ менее чем за два месяца, но у них 
отсутствовало финансирование. Йоси Варди, отец Арика Варди и один из основателей Israel Chemicals, согласился вложить несколько сотен тысяч долларов в разработку технологии. Компания Mirabilis была основана в небольшой квартире в Сан-Хосе, Калифорния, где доступ в Интернет был дешевле
ICQ росла по мере того, как люди призывали своих друзей присоединиться, чтобы они могли общаться друг с другом. Это создало мощный сетевой эффект, поскольку потенциальные пользователи решительно предпочитали систему, в которой, скорее всего, будут находиться их друзья.
Была продана компании AOL за 407 миллионов долларов (287 млн наличными и ещё 120 млн в течение трёхлетнего периода после продажи) и преобразована в подкомпанию ICQ, Inc. отделения AOL Time Warner.
28 апреля 2010 года AOL продала ICQ компании Digital Sky Technologies за 187,5 миллионов долларов.